# Edward Cieśla
Edward Cieśla pseud. Zabawa (ur. 22 lutego 1923 w Studzianie, zm. 9 sierpnia 1952 w Opolu) – zastępca szefa propagandy Komendy Obwodu Przeworsk AK, żołnierz plutonu dywersyjnego i oddziału likwidacyjnego Obwodu Przeworsk, zastępca dowódcy 1 plutonu oddziału „Prokopa”, dowódca drużyny plutonu partyzanckiego „Jodły” i 2 plutonu 3 kompanii 40 Oddziału Partyzanckiego, żołnierz zgrupowania Obszaru Lwowskiego AK „Warta”, 2 Korpusu i kompanii wartowniczych w Niemczech, kurier władz wojskowych Rządu RP na uchodźstwie, skazany na śmierć przez władze stalinowskie PRL.

## Życiorys
Szkołę powszechną i trzy klasy gimnazjalne (w Gimnazjum i Liceum im. Władysława Jagiełły) ukończył w Przeworsku.
Brał udział w kampanii wrześniowej 1939 roku. W czasie okupacji kontynuował naukę na tajnych kompletach, wiosną 1943 roku zdał maturę przed konspiracyjną komisją egzaminacyjną w Przeworsku.
3 maja 1942 roku został zaprzysiężony przez dowódcę AK Przeworsk-wieś Franciszka Domkę „Wachę”. Początkowo służył na stanowisku zastępcy szefa propagandy Obwodu AK Przeworsk (działającego w strukturze Inspektoratu Przemyśl). Do 1943 roku kolportował prasę konspiracyjną, po czym został przydzielony do 26 plutonu, który wywodził się z BCh, a następnie przeniesiono go do plutonu dywersyjnego Obwodu Przeworsk dowodzonego przez Jana Balawendera „Puchacza”. Wielokrotnie uczestniczył w akcjach dywersyjnych przebrany w niemiecki mundur. W okresie od listopada 1943 do marca 1944 roku był słuchaczem konspiracyjnej Szkoły Podchorążych, szkołę tę ukończył z pierwszą lokatą. W 1944 roku dowodził trzema patrolami dywersyjnymi i był zastępcą dowódcy 1 plutonu w oddziale dywersyjnym „Prokopa”. Wielokrotnie brał udział w akcjach dywersji kolejowej. Od marca 1944 roku był dowódcą drużyny w plutonie partyzanckim dowodzonym przez Jana Słysza „Jodłę”. Po zajęciu Rzeszowszczyzny przez Armię Czerwoną był poszukiwany przez NKWD i UB. 9 sierpnia został mianowany dowódcą 2 plutonu w 3 kompanii 40 Oddziału Partyzanckiego. Po aresztowaniu przez UB por. Jana Słysza „Jodły” objął dowództwo jego plutonu. Od jesieni 1944 roku brał udział w działaniach zgrupowania partyzanckiego Obszaru Lwowskiego AK kryptonim „Warta” (kompania D-14, dowodzona przez mjr. Dragana Sotirovicia). Został zastępcą dowódcy plutonu Włodzimierza Białka „Zycha”.
Po rozwiązaniu oddziałów „Warty” wyjechał do Bytomia. 2 września 1945 roku przy pomocy Francuskiej Misji Repatriacyjnej wyjechał przez Ratyzbonę do amerykańskiej strefy okupacyjnej w Niemczech. 20 września przybył do obozu w Murnau. Został żołnierzem kompanii wartowniczych w amerykańskiej strefie okupacyjnej, a następnie zaangażowany do akcji przeprowadzania rodzin oficerskich 2 Korpusu z Polski do Włoch. Otrzymał rozkaz organizacji w kraju przerzutu tych rodzin do Niemiec. Jako kurier wrócił do Polski w styczniu 1946 roku. Został aresztowany 16 stycznia, zaraz po przekroczeniu granicy. Wojskowy Sąd Rejonowy w Warszawie wyrokami z dnia 17 marca i 21 listopada 1947 skazał go na karę śmierci, po rewizji wyrok złagodzono do 6 lat więzienia, a po zastosowaniu amnestii  – do 3 lat więzienia. Wyrok odbywał w więzieniu we Wronkach.
Został zwolniony z więzienia 10 stycznia 1949 roku. Jesienią rozpoczął studia w Wyższej Szkole Handlowej we Wrocławiu. Korespondował wówczas w sprawie możliwości wydostania się na Zachód ze swym bratem Tadeuszem, kierownikiem znajdującej się w Monachium placówki informacyjno-wywiadowczej pracującej na rzecz władz RP na uchodźstwie. Tadeusz przybył w listopadzie 1949 roku do Polski jako kurier. Został wkrótce aresztowany przez UB. Edward, dowiedziawszy się o aresztowaniu Tadeusza, zorganizował pięcioosobową grupę, której celem było zdobycie środków na wydobycie go z więzienia.
21 listopada 1950 roku Edward Cieśla został aresztowany w Opolu przez UB w czasie akcji rekwizycyjnej. Został zdradzony przez jednego z członków grupy. Wyrokiem z 28 lutego 1952 roku WSR w Opolu w składzie: przewodniczący kpt. Franciszek Pastuszka, sędzia wojskowy por. Leon Szydłowski i asesor ppor. Tadeusz Mastalerz, w obecności prokuratora wojskowego kpt. Zdzisława Limbacha oraz przy udziale protokolanta sekretarza kontraktowego Stanisława Sadeckiego, skazał go ponownie na karę śmierci. 
25 kwietnia Najwyższy Sąd Wojskowy utrzymał wyrok w mocy. 3 sierpnia prezydent Bolesław Bierut nie skorzystał z prawa łaski. Wyrok został wykonany 9 sierpnia 1952 roku w więzieniu w Opolu. List pożegnalny Edwarda Cieśli do rodziców został skonfiskowany i nigdy do nich nie dotarł. Prokurator wojskowy z Opola kpt. Stanisław Urbaniak odmówił wydania zwłok rodzinie.
Na mocy ustawy o uznaniu za nieważne wyroków wydanych za działalność na rzecz niepodległego bytu Państwa Polskiego, w latach 1993–1994 sądy unieważniły wyroki wydane na Edwarda Cieślę, z wyjątkiem punktu mówiącego o przekazaniu rozkazu likwidacji grupy Ukraińców.
W czerwcu 2006 roku staraniem zespołu historyków Oddziału Instytutu Pamięci Narodowej we Wrocławiu ekshumowano szczątki Edwarda Cieśli na cmentarzu komunalnym w Opolu-Półwsi i przeprowadzono badania DNA.
3 października 2006 roku odbył się uroczysty pogrzeb Edwarda Cieśli na cmentarzu Rakowickim w Krakowie. Spoczął w rodzinnym grobie.

## Życie rodzinne
Był synem Jana (właściciela gospodarstwa rolnego i zakładu rymarskiego) oraz Karoliny z domu Majcher. Jego brat Tadeusz Cieśla został również zamordowany przez władze stalinowskie. Miał również siostrę.